# Pachydissus furcifer
Pachydissus furcifer es una especie de escarabajo longicornio del género Pachydissus, tribu Cerambycini, subfamilia Cerambycinae. Fue descrita científicamente por Jordan en 1894.

## Descripción
Mide 27 milímetros de longitud.

## Distribución
Se distribuye por Etiopía.